# 리차드 플라벨
리처드 안토니 플라벨 (1945년 8월 23일 첼름스포드, 에섹스에서 태어남) 박사는 영국분자생물학자이며 예일 의과대학 면역학과의 교수이다. 그는 주로 트랜스제닉 및 유전자 변이된 실험용 쥐를 이용하여 다양한 분야의 면역학을 연구하였다. 그는 Howard Hughes Medical Institute 의 책임연구원이다. Flavell은 2013년 Vilcek 상을 수상했다. 2016년 7월 F플라벨은 헐 대학교에서 명예 박사 학위를 받았다. 그는 영국면역학회 의 명예 회원이다.

## 생애
그는 1970년 영국 헐 대학교에서 박사 학위를 받았다. 그는 암스테르담 대학과 취리히 대학에서 Charles Weissmann과 함께 연구를 하였다. 1974년부터 1979년까지 암스테르담 대학교에서 강의한 후 1979년부터 82년까지 런던 밀힐에 있는 국립의료연구연구소에서 유전자구조 및 발현연구소를 이끌었다. 1982년 Biogen으로 옮긴 후, 그는 1988년까지 Yale로 갈 때까지 Biogen 회사의 사장 겸 최고과학책임자로 일하였다.